# Stepfather - Il patrigno
Stepfather - Il patrigno (The Stepfather) è un film del 1987 diretto da Joseph Ruben. La sceneggiatura è stata scritta da Donald E. Westlake, ispirandosi alla figura nel noto assassino John List.
Il film ha avuto due sequel; Il patrigno II (1989) e il film televisivo In casa con il nemico (1992), inoltre ha avuto un remake nel 2009 dal titolo Il segreto di David - The Stepfather.

## Trama
Jerry Blake è un perfetto uomo di famiglia, con la mania per l'ordine ed il controllo, vive con la moglie Susan e la figliastra Stephanie. Ma dietro la figura di perfetto marito e patrigno si nasconde un pericoloso psicopatico con la fissazione della famiglia. Anni prima, sotto il nome di Henry Morrison, aveva massacrato la sua famiglia, riuscendo a non farsi catturare dalla polizia. Proprio il suo ex cognato, Jim Ogilvie, si mette sulle sue tracce convinto che Jerry si sia fatto una nuova e regolare famiglia. Quando avvengono alcuni efferati omicidi, la giovane e ribelle Stephanie inizia a sospettare proprio del patrigno. Jerry decide così di crearsi una nuova identità e una nuova famiglia, prima deve però compiere un nuovo massacro, gettando Stephanie e sua madre Susan in un incubo.

## Il patrigno
Terry O'Quinn torna a vestire i panni del patrigno nel secondo capitolo della serie uscito due anni dopo (in Italia solo in VHS e con il titolo Il patrigno II). Nel terzo capitolo della serie, del 1992, il ruolo andrà a Robert Wightman. Nel 2009, nel remake del primo film, è l'attore Dylan Walsh a dare il volto al personaggio.